# Jeremy Shockey
Jeremy Charles Shockey (18 de agosto de 1980, Oklahoma) é um ex-jogador de futebol americano que jogava como tight end na National Football League. Ele foi draftado pelo New York Giants em 2002. Shockey estudou na Universidade de Miami.
Vencedor do Diet Pepsi NFL Rookie of the Year ("Novato do Ano") de 2002, Shockey foi para o Pro Bowl quatro vezes em sua carreira e ganhou um Super Bowl com os Giants (XLII) e outro com os Saints (XLIV). Ele também foi membro da equipe do Carolina Panthers.